# Avenue Raphaël
L'avenue Raphaël est une voie du 16e arrondissement de Paris, en France.

## Situation et accès

Plan du jardin du Ranelagh. L'avenue est à l'ouest.

L'avenue Raphaël est une voie située dans le 16e arrondissement de Paris. Elle débute au 1, boulevard Suchet et se termine au 2, avenue Ingres. Longue de 523 mètres, elle croise successivement, du nord au sud, l’avenue Prudhon, la rue Louis-Boilly et l’avenue du Ranelagh.
Longeant le jardin du Ranelagh, l'avenue n'est lotie par des immeubles que sur sa partie ouest. Elle accueille de nombreuses ambassades.
Les propriétaires sont soumis à diverses servitudes concernant la situation de leurs constructions par rapport à la voie, l’entretien de parterres d’agrément et l’utilisation d’un modèle de grille déterminé.
En 2021, le prix du m2 sur l’avenue se situe dans une fourchette comprise entre 10 584 € et 19 166 €, avec un prix moyen de 13 614 €.
L'avenue est desservie par la ligne 9, aux stations Ranelagh et La Muette ; la gare de Boulainvilliers de la ligne C se situe également à proximité.

## Origine du nom

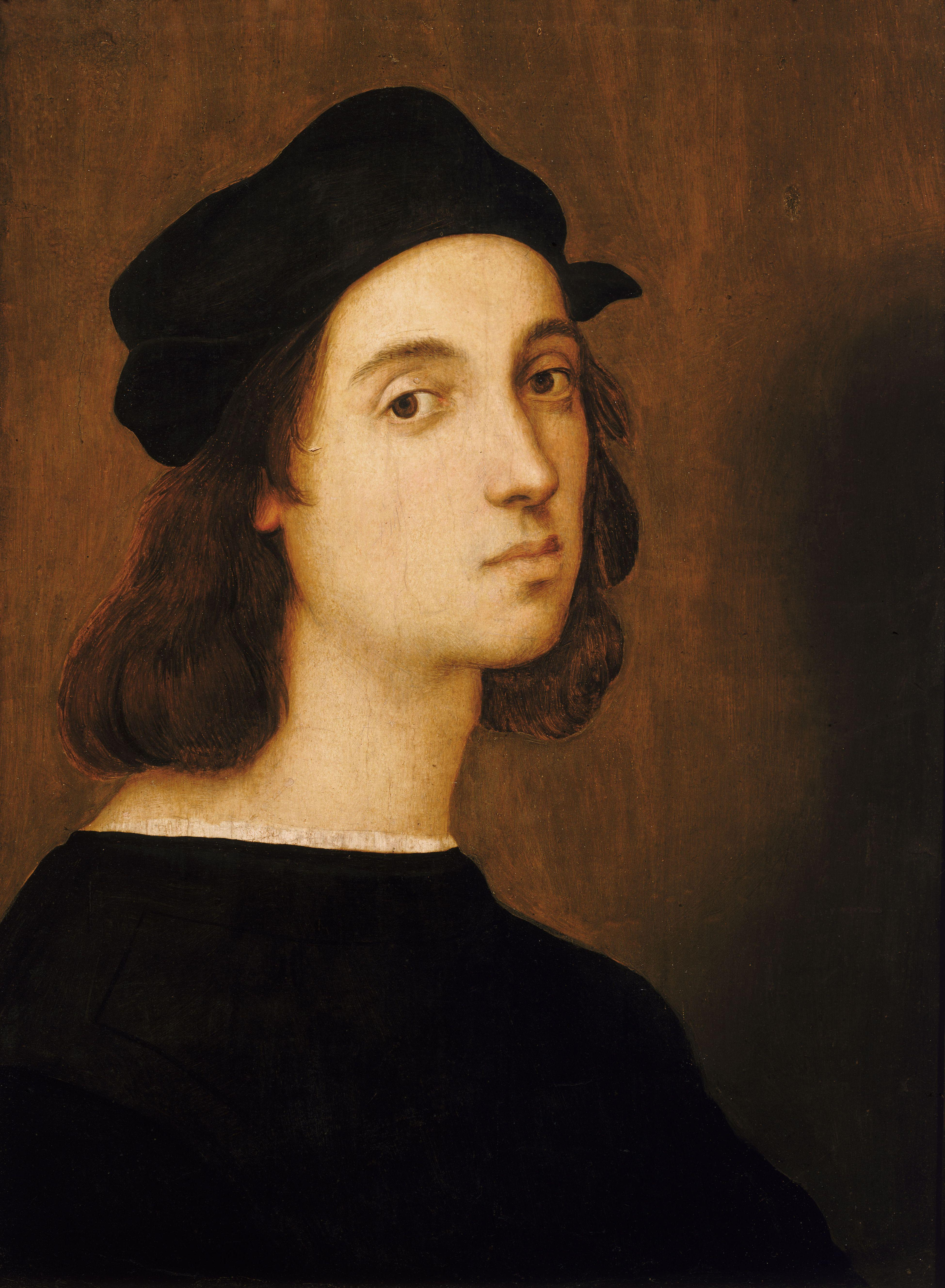
Raphaël, Autoportrait (1506).

Elle porte le nom du peintre Raphaël Sanzio (1483-1520).

## Historique
Cette voie, qui était située autrefois sur le territoire de l'ancienne commune de Passy, fut ouverte par la Ville de Paris sur des terrains détachés du bois de Boulogne, sous le nom de « boulevard du Ranelagh », entre les avenues Prudhon et Ingres.
Classée dans la voirie parisienne en vertu du décret du 23 mai 1863, elle prend sa dénomination actuelle par un décret du 24 août 1864.
En 1871, au temps de la Commune de Paris, on « travaille activement à une immense barricade sur l’avenue Raphaël, entre le parc de la Muette et la grille du bois de Boulogne ».
En octobre 1896, à l'occasion de leur visite en France, le tsar russe Nicolas II et son épouse Alexandra arrivent gare de Passy-la-Muette, située le long du jardin. Ils empruntent par la suite l'avenue Raphaël, sur la route les conduisant à l'ambassade de Russie.

## Bâtiments remarquables et lieux de mémoire

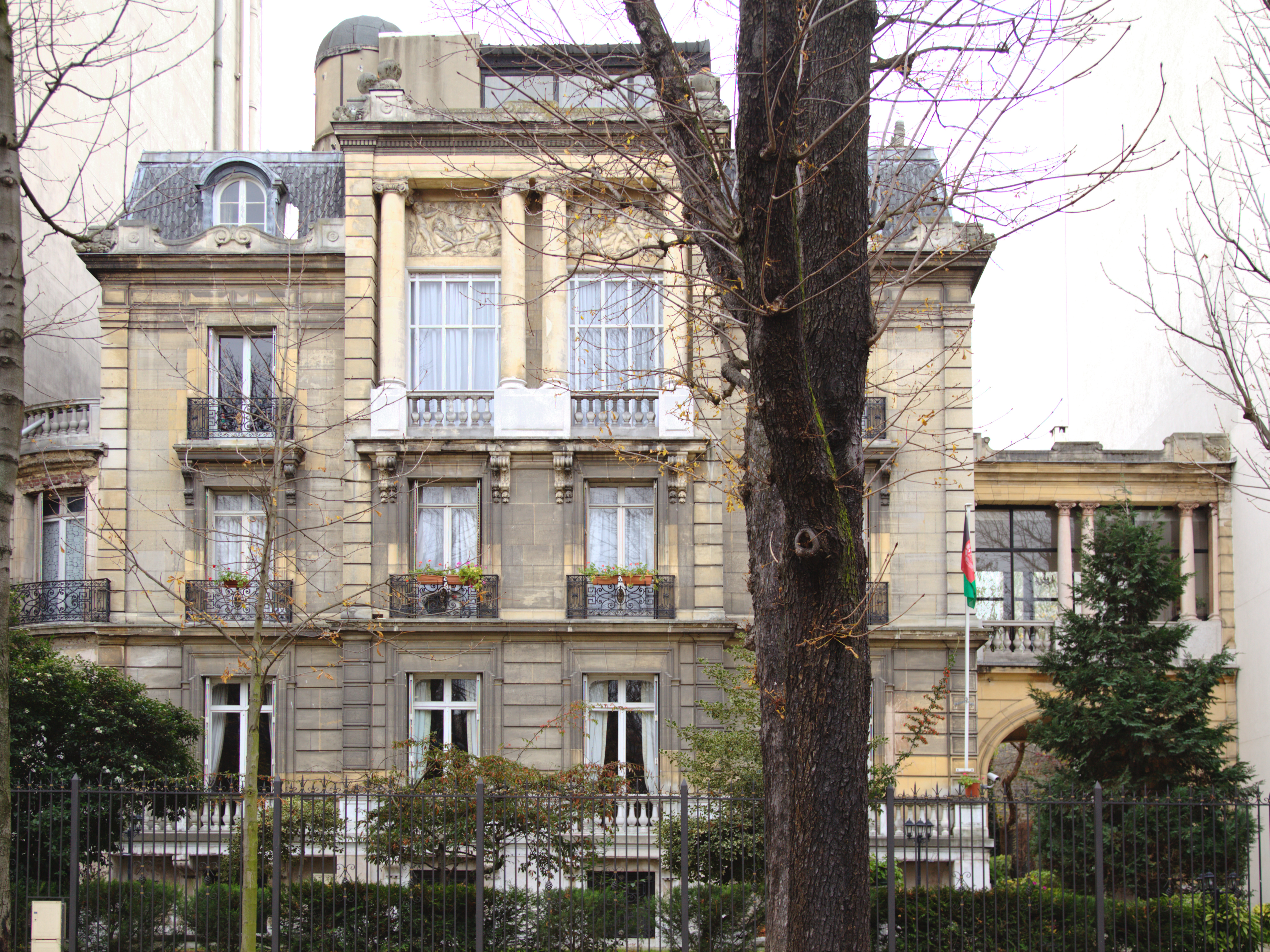
L’ambassade d’Afghanistan.

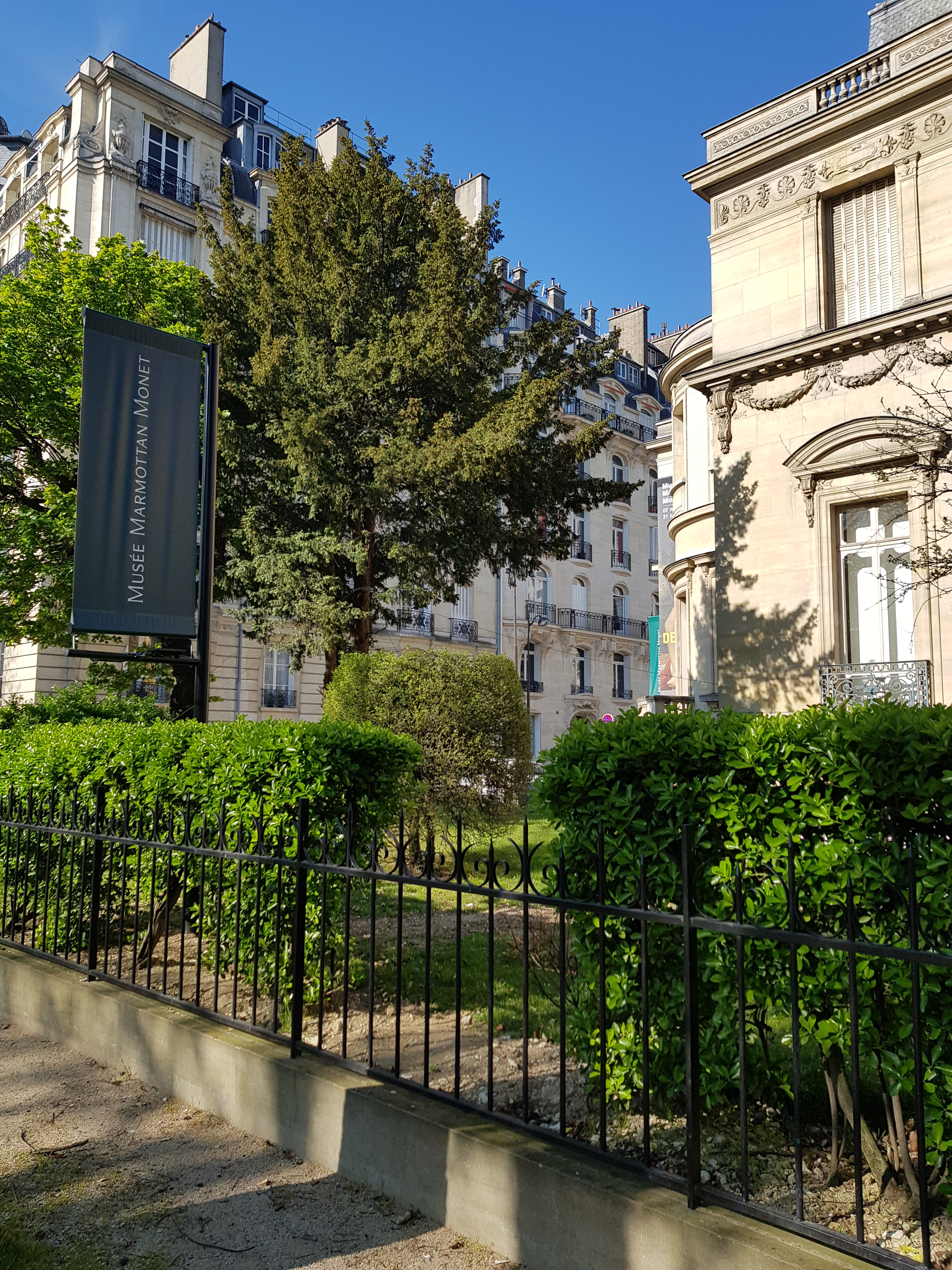
Le musée Marmottan Monet.

- Au moment où l’affaire Pechiney-Triangle éclate (fin des années 1980), dans laquelle il va être inculpé, l’homme d’affaires Roger-Patrice Pelat (1918-1989) habite l'avenue[4].
- No 2 : annexe de l'ambassade de Madagascar située au no 4.
- No 2 bis : immeuble de 1928[5] ; la journaliste, femme politique et écrivain Françoise Giroud a vécu ici dans un luxueux appartement[6] où, accompagnée de Jean-Jacques Servan-Schreiber, elle recevait des célébrités politiques et médiatiques françaises telles que Pierre Mendès-France, François Mauriac et François Mitterrand, entre autres[7].
- No 2 bis : l'entrepreneur Maurice Farhi (1892-1979), fondateur de la Société française des magasins à prix uniques, connue sous le nom de Prisunic, avait sa résidence à cette adresse conjointement avec son épouse Hélène Maus-Bloch. Leur appartement avait été intégralement conçu[8] et aménagé[9] par Pierre Chareau en 1932.
- No 4 : ambassade de Madagascar.
- No 12 : délégation permanente des États-Unis auprès de l'OCDE.
- No 20 : ancien hôtel Marmottan ; aujourd’hui musée Marmottan Monet.
- No 24 : le 26 septembre 1969, un individu armé se présente au domicile du banquier David de Rothschild, fils du baron Guy, et se fait remettre la somme de deux millions de francs avant d’être arrêté par la police[10].
- No 26 bis : ambassade du Gabon.
- No 32 : ambassade d'Afghanistan, bâtiment construit après l’annexion en 1864 de terrains du bois de Boulogne par la ville de Paris et acquis par le gouvernement afghan en 1938, en devenant ainsi le huitième propriétaire.
- No 34 : l'homme politique René Bousquet est assassiné de cinq balles par Christian Didier le 8 juin 1993 dans son appartement situé à cette adresse[11].

### Bâtiments détruits
- No 16 : en 1875 est mis en vente un grand & bel hôtel de 3 874 m2 situé à cette adresse comprenant « 2 salons, billard, salle à manger, 7 chambres de maître, écurie, remise, sellerie, calorifère, eau, gaz »[12]. Pendant la Première Guerre mondiale, on trouve à cette adresse un hôpital auxiliaire de 60 lits. Il ouvre en juillet 1917 et ferme le 3 janvier 1919[13].
- No 24 : le 29 juin 1935, à 8 h 30, dans le parc de la propriété de Mme Cotnareanu située à cette adresse, a lieu un duel au pistolet entre Jean Chiappe, président du conseil municipal de Paris, et Pierre Godin, ancien conseiller municipal ; ce dernier est légèrement blessé[14].
- Nos 24-26 : hôtel Kessler, de style Louis XIV[15], édifié en 1904 par l’architecte Ernest Sanson pour George Kessler, acheté par le parfumeur François Coty vers 1921[16] et démoli en 1961[17]. Pendant l'Occupation, elle devient la résidence d'Ernst Schaumburg (de), « Kommandant von Gross-Paris ».
- No 36 : maison sur rue de 140 m², comptant une dizaine de pièces, dont « sept pièces à feu ». Construite en pierres de taille, briques et pans de bois, elle est haute de deux étages, le second étant mansardé. La couverture est en zinc. Au fond de la cour se trouve un second bâtiment en briques, composé au rez-de-chaussée d’une remise pour deux voitures et d’une écurie pour deux chevaux. On y trouve à l’étage un grenier à fourrage et une chambre pour les domestiques, non chauffée. Le propriétaire est Auguste Jules Bérard (1814-1878), receveur des finances. La description de cette maison, aujourd’hui démolie, date de 1864[18].

## Dans la fiction
- L’action du roman Une belle-mère, écrit par Hector Malot en 1874, se déroule en partie avenue Raphaël[19].

## Galerie

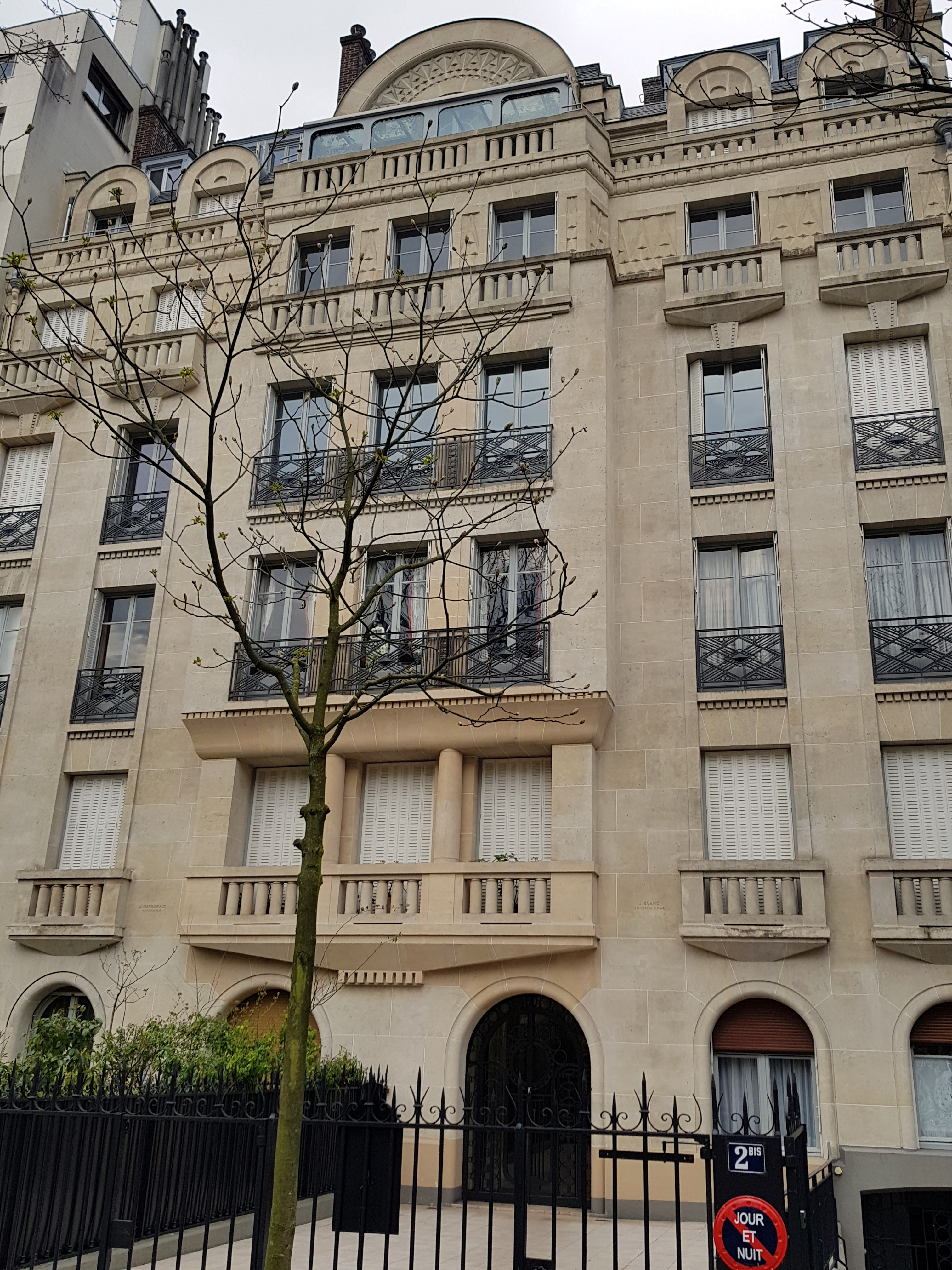
No 2 bis.
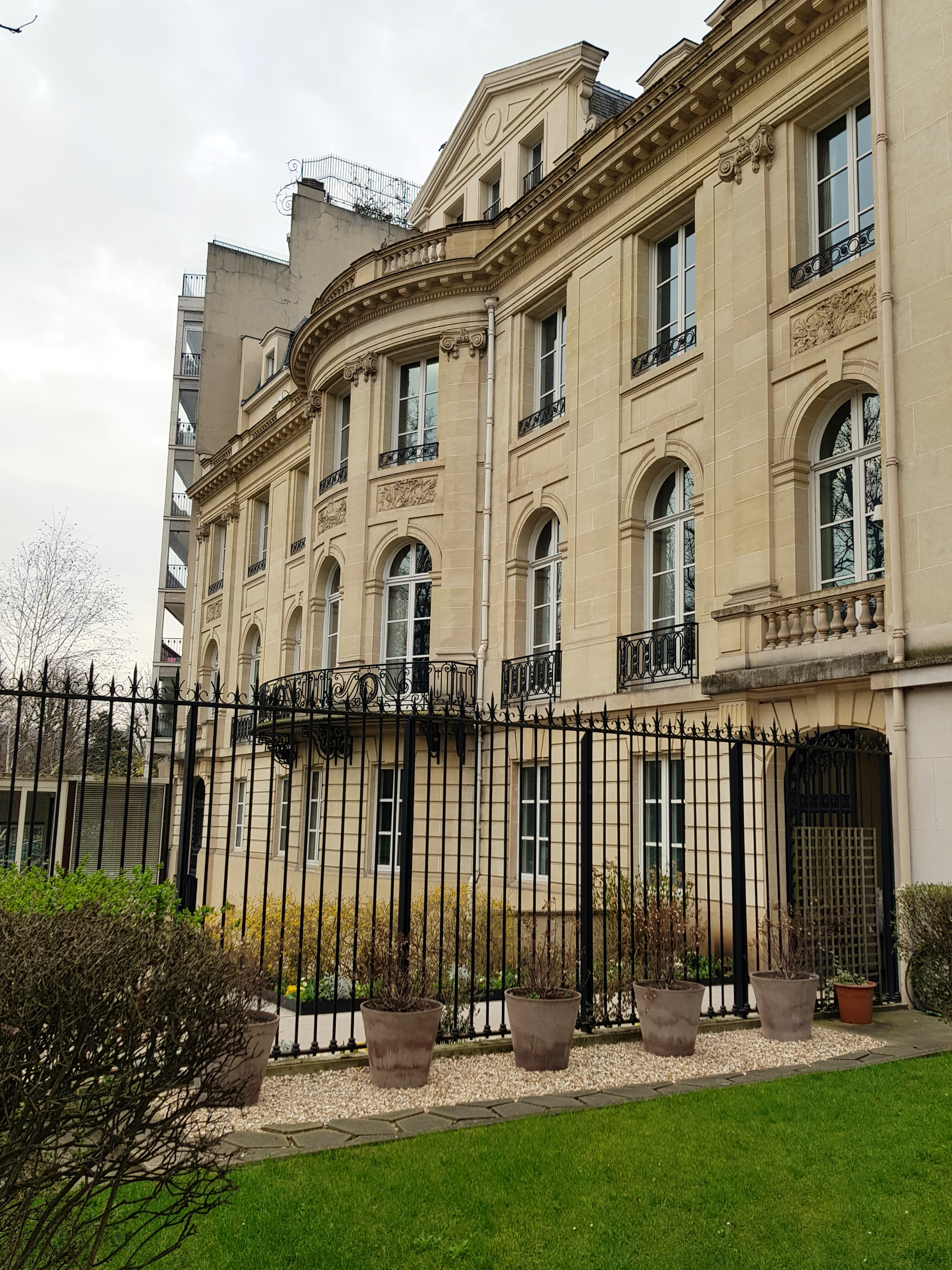
No 14.
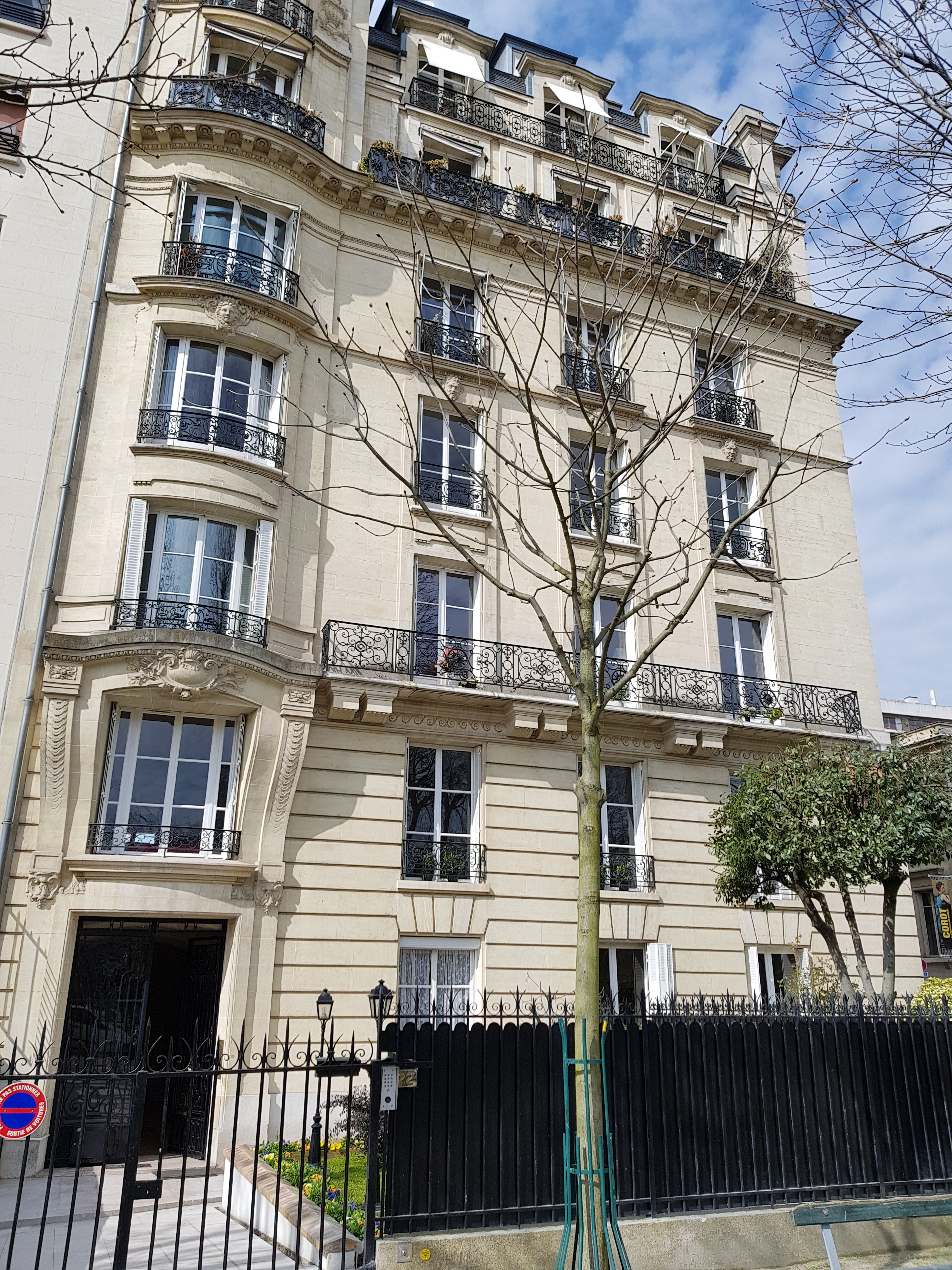
No 22.
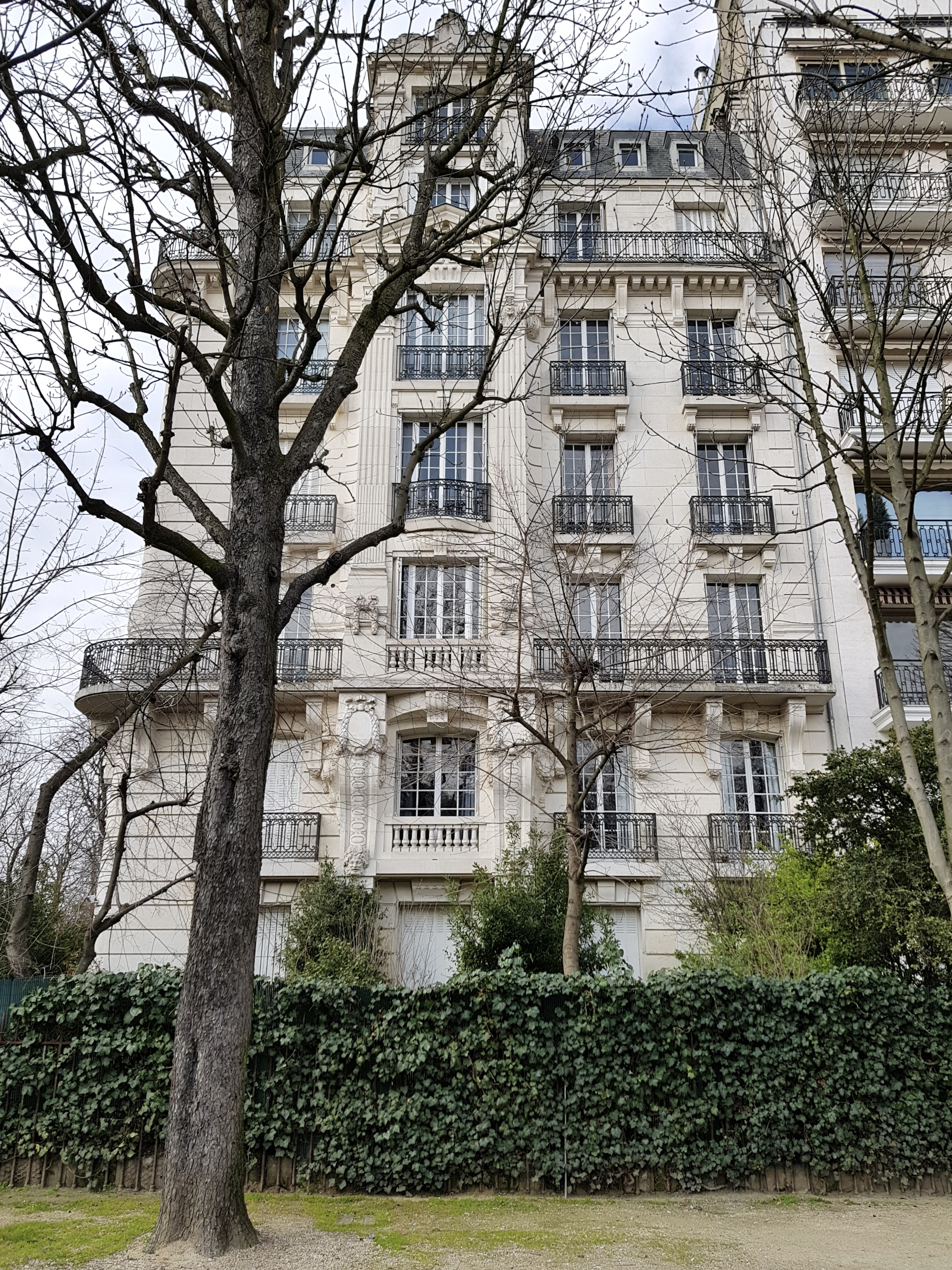
No 38.